# Zick Jasper
Đây là một tên người Triều Tiên, họ là Kim.
Kim Han-gil (tiếng Hàn: 김한길; sinh ngày 26 tháng 7 năm 1988) được biết đến với nghệ danh Zick Jasper (직 재스퍼), trước đây là 5Zic, là một rapper và beatboxer người Hàn Quốc. Anh là cựu thành viên của nhóm hip-hop M.I.B, nơi anh đã từng là rapper và trưởng nhóm. Anh đã thu âm lần đầu tiên với đĩa đơn "Beautiful Day" ngay trước khi ra mắt cùng nhóm. Anh hiện đang ký hợp đồng với Jungle Entertainment.

## Tiểu sử

### 1988–2016: Cuộc sống đầu đời và sự nghiệp
Zick Jasper sinh ngày 26 tháng 7 năm 1988, tại Ilsan, Hàn Quốc. Anh ra mắt với tư cách là thành viên của M.I.B, dưới nhãn hiệu Jungle Entertainment vào ngày 25 tháng 10 năm 2011, với ca khúc chủ đề "G.D.M" hay còn gọi là "Girls, Dreams, Money." Đĩa đơn của anh là "Beautiful Day" được phát hành vào ngày 7 tháng 10 năm 2011, như một phần của đợt quảng bá spin-off để chứng minh rằng mỗi thành viên đều có khả năng đứng một mình. Anh đã thực hiện nghĩa vụ nhập ngũ bắt buộc của mình, nhập ngũ năm 20 tuổi và phục vụ được hai năm (tháng 7 năm 2007 - 2 tháng 7 năm 2009).
Anh gần đây có trong bài hát mới của Lyn, "Blood Type AB Woman".
Zick Jasper đã từng được xem trên Show Me the Money 5 cùng với thành viên nhóm SIMS và được cho là cả hai được giám khảo bởi Gray nhưng đã bị loại trong vòng sơ loại.

## Danh sách đĩa nhạc

### Album
| Tên                   | Chi tiết album                                                                                                   | Thứ hạng cao nhất | Danh sách bài hát |
| Tên                   | Chi tiết album                                                                                                   | Gaon              | Danh sách bài hát |
| --------------------- | --- | ----------------- | --- |
| Exhibition Mixtape #1 | - Phát hành: 28 tháng 7, 2015 - Nhãn: Signal Entertainment Group, Jungle Entertainment - Đinh dạng: CD, tải nhạc | 45                | Bài hát 1. Zick Jasper 2. Bilbo Baggins 3. Run Muthaxxxxx (feat. SIMS) 4. Hungry (feat.Wutan, Don Mills) 5. Monster 6. We Make a Heaven of Hell (feat.Roydo) 7. 007 Bang (feat.Qwala, Nucksal) 8. Seoul To LA (feat. Ed-Two & ZEE) 9. Chillin' on My Bed (feat. Roydo) 10. Smokin' Blues (feat. Nop.K) |

### Đĩa đơn kỹ thuật số
| Tên                  | Năm  | Thứ hạng cao nhất | Album                           |
| Tên                  | Năm  | Gaon              | Album                           |
| -------------------- | ---- | ----------------- | ------------------------------- |
| "Beautiful Day"      | 2011 | —                 | Most Incredible Busters (M.I.B) |
| "Hyena"              | 2014 | —                 | Đĩa đơn không nằm trong album   |
| "Hyena II"           | 2014 | —                 | Đĩa đơn không nằm trong album   |
| "Chillin' on My Bed" | 2014 | —                 | Đĩa đơn không nằm trong album   |
| "Primetime"          | 2016 | —                 | Exhibition Mixtape #1           |

## Các phim đã đóng

### Phim truyền hình
| Năm  | Mạng truyền hình | Show                 | Vai diễn  | Ghi chú                |
| ---- | ---------------- | -------------------- | --------- | ---------------------- |
| 2012 | Mnet             | W. Military Academy  | Chính anh | Diễn viên thường xuyên |
| 2013 | MBC              | MBC Star Diving Show | Chính anh | Tập 2                  |